# 日本水平社
日本水平社（にほんすいへいしゃ）は1927年（昭和2年）1月に結成された日本の部落解放運動団体である。

## 概要
全国水平社（全水・水平社）の第5回全国大会で提起された新方針をめぐり、これに反対する南梅吉らの「右派」が全水を脱退して結成した団体である。融和運動的傾向が強く次第に全水に圧倒され組織としては消滅した。なお、（全国）水平社もしばしば「日本水平社」と誤記される。

## 沿革
「徹底的糾弾」方針をとっていた結成当初の全国水平社では、大正12年（1923年）11月結成の全国水平社青年同盟（いわゆる全水内「ボル派」）が次第に内部で台頭し、南梅吉（全水初代委員長）ら従来の幹部を辞任に追い込んで全水本部の主導権を掌握した。そして、大正15年（1926年）の全水第5回大会では「部落差別は政治・経済・社会的側面に基づく」との認識に基づき、軍隊内差別や行政による差別を糾弾し労働者・農民の運動と結合する新方針が決議された。
以上のような「ボル派」の指導部掌握は全水内の右派や「アナ派」との対立を激化させ、彼らの離反を招く結果となった。右派の代表的存在であった南梅吉は第5回大会の新方針に反対して全水を脱退、昭和2年（1927年）1月8日には京都で日本水平社を結成し、組織を割った。日本水平社は明治天皇の聖旨「億兆一人もその処を得ざるものあるは、これ朕が罪なり」とある『億兆安撫國威宣揚の御宸翰』を奉じた。全水内部からは群馬県水平社を中心にもともと融和運動的傾向の強かった関東水平社が系列団体として日本水平社の傘下に入り、またアナ派の一部も参加した。しかしその運動は次第に衰微し数年後には有名無実化、日中戦争開始後の昭和13年（1938年）3月には傘下の関東水平社が解散しており、昭和17年（1942年）1月17日には日本水平社も解散した。
日本水平社分裂の原因となった全水の「左傾化」は、昭和6年（1931年）の「全水解消意見」で極に達し、昭和8年（1933年）の「部落委員会」方針の決定と高松地裁糾弾闘争の高揚まで運動的混迷が続いた。